# Jean-Marie Goasmat
Jean-Marie Goasmat (Camors, 28 marzo 1913 – Pluvigner, 21 gennaio 2006) è stato un ciclista su strada francese professionista dal 1934 al 1951.

## Carriera
È stato uno dei più forti corridori bretoni della storia del ciclismo; soprannominato Farfadet de Pluvigner (folletto di Pluvigner, il luogo in cui visse negli anni in cui correva) o Adémaï, si impose in una tappa del Tour de France, in una Parigi-Camembert ed in una Parigi-Bourges. Alla Grande Boucle ottenne un nono posto in generale.

## Palmarès

### Strada
- 1933 (Dilettante)

Course de Jardons
- 1934 (Roold, una vittoria)

Circuit de l'Aulne
- 1935 (Roold, una vittoria)

Grand Prix de la Pentecôte
- 1936 (Roold, una vittoria)

8ª tappa Tour de France (Grenoble > Briançon)
- 1937 (Essor, cinque vittorie)

Grand Prix de Plouay
Vire-Cherbourg-Vire
Grand Prix d'Auray
Grand Prix de Redon
Tour de l'Ouest
- 1938 (Helyett, due vittorie)

Parigi-Camembert
2ª tappa Tour du Morbihan
- 1939 (Helyett, due vittorie)

Campione di Francia militare, Prova in linea
2ª tappa Rouen-Caen-Rouen
- 1941 (Helyett, quattro vittorie)

Critérium di Francia (zone occupata)
Grand Prix d'Auray
Critérium de Bretagne
Polymultipliée
- 1942 (Mercier, tre vittorie)

Critérium di Francia (zona occupata)
Grand Prix des Nations (zona libera)
Polymultipliée
- 1943 (Mercier, due vittorie)

Circuit des villes d'eaux d'Auvergne
Critérium du Centre
- 1945 (Ray-Dunlop, una vittoria)

Grand Prix de Lyon
- 1950 (Automoto, una vittoria)

3ª tappa-B Tour de Luxembourg
- 1951 (Helyett, due vittorie)

Parigi-Bourges
3ª tappa Critérium du Dauphiné

## Piazzamenti

### Grandi Giri
- Giro d'Italia

1938: 18º
- Tour de France

1936: 28º
1937: 18º
1938: 11º
1947: 9º
1948: ritirato
1949: 22º
1950: 35º
1951: 21º